# 프루프 (2005년 영화)
《프루프》(영어: Proof)는 2005년에 개봉한 미국의 드라마 영화이다. 데이비드 오번의 동명 희곡이 원작이다.

## 출연
| 배우          | 배역          |
| ------------- | ------------- |
| 귀네스 팰트로 | 캐서린 루엘린 |
| 앤서니 홉킨스 | 로버트 루엘린 |
| 제이크 질런홀 | 핼            |
| 호프 데이비스 | 클레어 루엘린 |